# Francisco Jorquera
Francisco Xesús Jorquera Caselas (Ferrol, 31 d'agost de 1961, és un polític gallec del Bloque Nacionalista Galego.

## Biografia
Va estudiar Geografia i Història a la Universitat de Santiago de Compostel·la, època en la qual va ser secretari general d'Estudantes Revolucionarios Galegos (ERGA) i membre fundador dels Comités Abertos de Faculdade (CAF).
Va militar a l'Asemblea Nacional-Popular Galega fins al 1982, data fundacional del BNG, on va ser també membre fundador. Va ser escollit com a senador de representació autonòmica en el període 2005-2008 en substitució d'Anxo Quintana. En les eleccions generals de 2008 va ser cap de llista del BNG al Congrés dels Diputats per la província de la Corunya, resultant elegit diputat. En les eleccions de 2011 va ser reelegit.
El 29 de gener de 2012 va ser designat candidat del BNG a la presidència de la Xunta de Galícia per als comicis autonòmics de 2013, que van ser avançats al 21 d'octubre de 2012. A conseqüència d'això va abandonar el seu escó al Congrés el setembre de 2012, on va ser substituït per Rosana Pérez Fernández. Des de llavors és diputat al Parlament de Galícia.